# 江戸前島
江戸前島（えどまえじま）は、中世以前の江戸に存在した東京湾内の小半島。南方へ突き出しており、半島の西側は日比谷入江であった（平川が北から注いでいた）。
現在の東京都中央区日本橋・京橋・銀座の位置に相当し（南端は新橋付近）、半島の中央線は、現在の中央通りである。

## 歴史
現在の日本橋から銀座にかけての地域は、かつては南へ突き出した砂州地形の半島だった。西側の平川（神田川下流部が日比谷入江へ注ぐ河口部）と東側の隅田川の河口とに挟まれでできた地形だった（さらに古くは、本郷台地の南端の駿河台・神田から南へ伸びる丘陵が侵食された跡の平地に当たる）。
1262年（弘長元年）の時点で「武蔵国豊嶋郡江戸郷之内前嶋村」という地名で呼ばれていた記録が残っている。この半島の東岸・西岸が江戸湊となっていた。
徳川家康入府以降は、西側の日比谷入江は（日比谷濠などの内濠を水面として残した以外は）埋め立てられた。また東側の海岸線を利用して楓川や三十間堀川が掘削され、次第に内陸部となっていった。東海道の起点を日本橋とした際に、半島の中央線を通して南下するように道を通した。